# Aaltoes
Aaltoes, ou Aalto Entrepreneurship Society, est un organisme à but non lucratif tenu par des étudiants, basé à Espoo en Finlande.

## Présentation
Fondé en 2009, Aaltoes est devenu synonyme de l’émergence rapide de la culture entrepreneuriale en Finlande dans les années 2008-2011.
L'objectif d'Aaltoes est d'inspirer le développement de l'entrepreneuriat international à l'Université Aalto.
De nos jours Aaltoes organise plus d’une centaine d’événements par an pour encourager l'entrepreneuriat étudiant.
Aaltoes accompagne les start-up en phase de démarrage à travers différents programmes tels que Startup Sauna, Summer of Startups et Startuplifers.
Aaltoes met à disposition un espace de collaboration, nommé Startup Sauna, de 1 500 m2 au campus de l'Université Aalto à Otaniemi.
Aaltoes est le principal organisateur de Slush Helsinki qui est la plus importante conférence pour les start-up en Europe du nord.